# Amikoana jezik
Amikoana jezik (amikuân; ISO 639-3: akn, povučen), jezik Indijanaca Amikuân na sjevernom dijelu brazilske države Amapá. Ima možda nešto preživjelih govornika. 
14. siječnja 2008. izgubio je status jezika a njegov kodni naziv povučen je iz upotrebe.

## Vanjske poveznice
- Ethnologue (14th)
- Ethnologue (16th)